# Naiktha Bains
Naiktha Bains (* 17. Dezember 1997 in Leeds, England) ist eine australische Tennisspielerin. Sie spielt seit April 2019 für ihr Geburtsland Großbritannien.

## Karriere
Bains, die im Alter von sechs Jahren mit dem Tennissport begann, spielt dabei am liebsten auf Hart- oder Rasenplätzen. Sie spielt überwiegend Turniere auf der ITF Women’s World Tennis Tour, bei denen sie bislang zwei Einzel- und 26 Doppeltitel gewonnen hat.
Bei den Olympischen Jugend-Sommerspielen 2014 trat sie an der Seite von Priscilla Hon für ihr Heimatland an. Die Paarung verlor in Runde eins mit 6:73 und 1:6 gegen Sofia Kenin und Renata Zarazúa.

## Turniersiege

### Einzel
| Nr. | Datum         | Turnier  | Kategorie   | Belag | Finalgegnerin   | Ergebnis      |
| --- | ------------- | -------- | ----------- | ----- | --------------- | ------------- |
| 1.  | 28. Mai 2017  | Hammamet | ITF $15.000 | Sand  | Natalija Kostić | 6:4, 6:2      |
| 2.  | 10. März 2019 | Mildura  | ITF W25     | Rasen | Kaylah McPhee   | 6:4, 6:7, 6:2 |

### Doppel
| Nr. | Datum              | Turnier                  | Kategorie   | Belag     | Partnerin            | Finalgegnerinnen                          | Ergebnis          |
| --- | ------------------ | ------------------------ | ----------- | --------- | -------------------- | ----------------------------------------- | ----------------- |
| 1.  | 14. Mai 2016       | Bol                      | ITF $10.000 | Sand      | Dasha Ivanova        | Marine Partaud Laetitia Sarazzin          | 6:2, 4:6, [10:7]  |
| 2.  | 20. Mai 2016       | Bol                      | ITF $10.000 | Sand      | Alexandra Morozova   | Dasha Ivanova Petra Krejsová              | 6:1, 2:6, [10:7]  |
| 3.  | 30. September 2016 | Brisbane                 | ITF $25.000 | Hartplatz | Abigail Tere-Apisah  | Julia Glushko Liu Fangzhou                | 6:74, 6:2, [10:3] |
| 4.  | 13. Mai 2017       | Hammamet                 | ITF $15.000 | Sand      | Chiara Grimm         | Natalija Kostić Jelena Simić              | 4:6, 6:3, [10:4]  |
| 5.  | 27. Mai 2017       | Hammamet                 | ITF $15.000 | Sand      | Tereza Mihalíková    | Francesca Bullani Veronica Napolitano     | 4:6, 6:1, [10:5]  |
| 6.  | 22. September 2017 | Penrith                  | ITF $25.000 | Hartplatz | Abigail Tere-Apisah  | Tammi Patterson Olivia Rogowska           | 6:0, 7:5          |
| 7.  | 29. September 2017 | Brisbane                 | ITF $25.000 | Hartplatz | Abigail Tere-Apisah  | Jennifer Elie Erika Sema                  | 6:4, 6:1          |
| 8.  | 13. Oktober 2017   | Cairns                   | ITF $25.000 | Hartplatz | Abigail Tere-Apisah  | Astra Sharma Belinda Woolcock             | 4:6, 6:2, [10:6]  |
| 9.  | 21. April 2018     | Santa Margherita di Pula | ITF $25.000 | Sand      | Chiara Scholl        | Marie Benoît Xu Shilin                    | 6:4, 7:5          |
| 10. | 28. April 2018     | Santa Margherita di Pula | ITF $25.000 | Sand      | Rosalie van der Hoek | Wiktorija Kan Marija Sotowa               | 6:2, 6:2          |
| 11. | 18. Mai 2018       | Saint-Gaudens            | ITF $60.000 | Sand      | Francesca Di Lorenzo | Manon Arcangioli Sherazad Reix            | 6:4, 1:6, [11:9]  |
| 12. | 21. September 2018 | Cairns                   | ITF $25.000 | Hartplatz | Xu Shilin            | Erin Routliffe Astra Sharma               | 6:1, 7:6          |
| 13. | 24. März 2019      | Canberra                 | ITF W25     | Sand      | Tereza Mihalíková    | Destanee Aiava Ellen Perez                | 6:1, 7:6          |
| 14. | 5. Oktober 2019    | Brisbane                 | ITF W25     | Hartplatz | Destanee Aiava       | Alison Bai Paige Hourigan                 | 6:3, 6:3          |
| 15. | 14. Mai 2022       | Nottingham               | ITF W25     | Hartplatz | Maia Lumsden         | Kimberly Birrell Alexandra Osborne        | 3:6, 7:66, [11:9] |
| 16. | 15. Juli 2022      | Roehampton               | ITF W25     | Hartplatz | Maia Lumsden         | Lauryn John-Baptiste Katarína Strešnáková | 6:1, 7:64         |
| 17. | 8. Oktober 2022    | Cairns                   | ITF W25     | Hartplatz | Alexandra Bozovic    | Destanee Aiava Lisa Mays                  | 6:4, 6:4          |
| 18. | 19. November 2022  | Traralgon                | ITF W25     | Hartplatz | Alana Parnaby        | Haruna Arakawa Natsuho Arakawa            | 7:64, 6:2         |
| 19. | 11. Februar 2023   | Burnie                   | ITF W25     | Hartplatz | Destanee Aiava       | Lily Fairclough Olivia Gadecki            | 6:3, 7:5          |
| 20. | 22. April 2023     | Nottingham               | ITF W25     | Hartplatz | Maia Lumsden         | Rutuja Bhosale Ankita Raina               | 6:1, 6:4          |
| 21. | 29. April 2023     | Calvi                    | ITF W40+H   | Hartplatz | Maia Lumsden         | Estelle Cascino Ankita Raina              | 6:4, 3:6, [10:7]  |
| 22. | 5. Mai 2023        | Nottingham               | ITF W25     | Hartplatz | Maia Lumsden         | Lu Jiajing Elena Malõgina                 | 4:6, 6:4, [10:6]  |
| 23. | 20. Juli 2024      | Nottingham               | ITF W50     | Hartplatz | Amelia Rajecki       | Katie Swan Mingge Xu                      | 1:6, 6:4, [10:8]  |
| 24. | 17. August 2024    | Aldershot                | ITF W35     | Hartplatz | Mingge Xu            | Punnin Kovapitukted Akiko Ōmae            | 6:4, 6:3          |
| 25. | 18. Januar 2025    | Neu Delhi                | ITF W50     | Hartplatz | Ankita Raina         | Jessie Aney Jessica Failla                | 6:4, 3:6, [10:8]  |
| 26. | 3. Mai 2025        | Nottingham               | ITF W35     | Hartplatz | Holly Hutchinson     | Brooke Black Daniela Piani                | 6:3, 6:3          |

## Abschneiden bei Grand-Slam-Turnieren

### Einzel
| Turnier         | 2014 | 2015 | 2016 | 2017 | 2018 | 2019 | 2020 | 2021 | 2022 | 2023 | Karriere |
| --------------- | ---- | ---- | ---- | ---- | ---- | ---- | ---- | ---- | ---- | ---- | -------- |
| Australian Open | Q1   | Q1   | Q1   | Q1   | Q1   | Q3   | Q1   | Q1   | —    | —    | —        |
| French Open     | —    | —    | —    | —    | —    | —    | —    | —    | —    | —    | —        |
| Wimbledon       | —    | —    | —    | —    | —    | Q1   |      | Q2   | —    | Q2   | —        |
| US Open         | —    | —    | —    | —    | —    | Q1   | —    | —    | —    | —    | —        |

### Doppel
| Turnier         | 2014 | 2015 | 2016 | 2017 | 2018 | 2019 | 2020 | 2021 | 2022 | 2023 | 2024 | Karriere |
| --------------- | ---- | ---- | ---- | ---- | ---- | ---- | ---- | ---- | ---- | ---- | ---- | -------- |
| Australian Open | 1    | 1    | 1    | —    | 1    | 1    | —    | —    | —    | —    | —    | 1        |
| French Open     | —    | —    | —    | —    | —    | —    | —    | —    | —    | —    | —    | —        |
| Wimbledon       | —    | —    | —    | —    | —    | 1    |      | 1    | 2    | VF   | 1    | VF       |
| US Open         | —    | —    | —    | —    | —    | —    | —    | —    | —    | —    | —    | —        |

Zeichenerklärung: S = Turniersieg; F, HF, VF, AF = Einzug ins Finale / Halbfinale / Viertelfinale / Achtelfinale; 1, 2, 3 = Ausscheiden in der 1. / 2. / 3. Hauptrunde; Q1, Q2, Q3 = Ausscheiden in der 1. / 2. / 3. Qualifikationsrunde; nicht ausgetragen